# 黄昏サラウンド
「黄昏サラウンド」（たそがれサラウンド）は、RIP SLYMEの10枚目のシングル。2004年10月6日に発売。

## 概要
前作「GALAXY」から約3か月ぶりのリリースで、翌月に発売されたアルバム『MASTERPIECE』の先行シングル。アナログ盤との同時発売。ちなみに、前作からのリリース間隔の短さは、「FUNKASTIC」から「楽園ベイベー」の間と並んで自己最短である。
DJ FUMIYAの自律神経失調症による休養もあり、翌2005年はシングルがリリースされておらず、次作の「Hot chocolate」までしばらく間隔が空くことになる。ただし、作品としてはDVD『ROUGH-CUT FIVE』や『グッジョブ!』などがリリースされている。
c/wには「BLUE BE-BOP」のリミックスバージョンが収録されている。過去に発表された自身の楽曲をリミックスバージョンとして収録する試みは以前からあったものの、シングルA面曲を収録するのは本作が初めてである。
ジャケットは、初回のみ限定イラスト。

## 収録曲
1. 黄昏サラウンド
（作詞：RYO-Z, ILMARI, PES, SU　作曲：PES）
シングルA面曲としては「One」以来のPES作曲。PVは「ほぼ」一発撮りで、東京国立博物館で撮影された。途中、あたかもメンバーがワープしている様な演出がなされている部分があるが、CGなどは使われておらず、実際には次の撮影ポイントまでカメラの裏手を走って行って撮ったものである。見た目には一発撮りの長回しに見えるが実際には冒頭では夜設定で始まっているのが途中から早朝になっているので中盤の一瞬の隙を使ってカットを繋げている事がわかる。ちなみに、PVの終盤で、メンバーが全力疾走するのを横目に見たPESが笑ってしまっているシーンが確認できる。アルバム『MASTERPIECE』収録。
2. SPASSO
（作詞：RYO-Z, ILMARI, PES, SU　作曲：PES）
パルコ『SHIBUYA TO PARCO』TVCFテーマ曲。アルバム未収録。
3. BLUE BE-BOP (DJ MITSU THE BEATS REMIX)
（作詞・作曲：PIP SLYME）
2002年に発売された「BLUE BE-BOP」のDJ MITSU THE BEATS（GAGLE）によるリミックス。